# پال

ان‌تی‌اس‌سی
سکام
پال

پال مخفف «خط فاز متناوب» (به انگلیسی: Phase Alternating Line)نوعی سیستم رمزگذاری رنگی، برای تلویزیون‌های آنالوگ است. امروزه بیشتر کشورهای جهان برای سامانه‌های فرستنده تلویزیونی خود از این سیستم بهره می‌برند. سکام و ان‌تی‌اس‌سی دو سامانه رایج دیگر تلویزیون‌های آنالوگ می‌باشند.